# Эвозмон
Э́возмон (греч. Εύοσμον ή Εύοσμος)  — город в Греции, северный пригород Салоник. Расположен на высоте 35 метров над уровнем моря, в 5 километрах к северо-западу от центра Салоник и в 17 километрах к северу от международного аэропорта «Македония». Административный центр общины (дима) Корделио-Эвозмон в периферийной единице Салоники в периферии Центральная Македония. Население 74 686 жителей по переписи 2011 года. Площадь 9,927 квадратного километра.

## История
В 1818 году незадолго до Греческой революции была построена церковь Айос-Атанасиос. Заселён в 1922 году беженцами из Куклуджа (тур. Kokluca, Κουκλουτζάς), пригорода Смирны (ныне Алтындаг) после малоазийской катастрофы и греко-турецкого обмена населением. Название Куклуджа образовано от kokulu «пахучий, душистый». В 1926 году (ΦΕΚ 217Α) создан город Неос-Куклудзас (Νέος Κουκλουτζάς). В 1934 году (ΦΕΚ 23Α) создано сообщество Корделио с центром в Нео-Корделио. В 1953 году (ΦΕΚ 2Α) центром сообщества стал Неос-Куклудзас. В 1955 году (ΦΕΚ 157Α) город и сообщество переименованы в Эвозмон. Название получил от греч. εύοσμος «пахучий, душистый, благовонный», что является переводом турецкого названия.
В Эвозмоне стоит мраморный памятник археологу Манолису Андроникосу, уроженцу Бурсы в Малой Азии. На мемориальной колонне изображена вергинская звезда и имена трёх городов: Бурсы, Вергины и Салоник.

## Население
| Год  | Население, человек |
| ---- | ------------------ |
| 1991 | 29 331             |
| 2001 | 54 825             |
| 2011 | ↗ 74 686           |